# Teichert-Werke

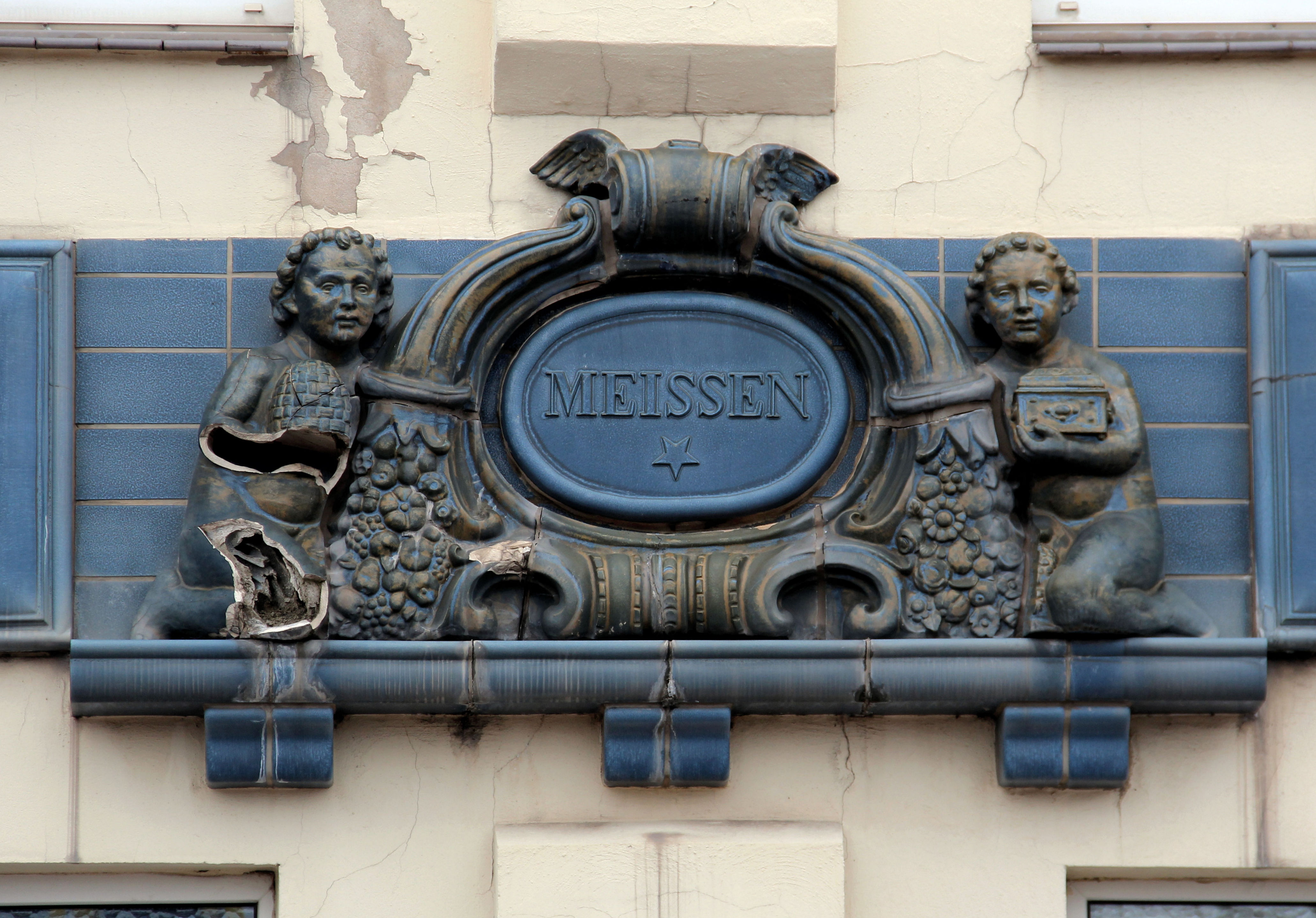
Wandbild mit Fabrikmarke von C. Teichert in Meißen, Fabrikstraße 10

Die Teichert-Werke waren Hersteller von Porzellan- und Steingutwaren in Meißen. Eine der Vorgängerfirmen war dabei die Meißner Ofen- und Porzellanfabrik vorm. Carl Teichert (MO&PF), die ab 1879 neben anderen keramischen Produkten auch Porzellane in Handmalerei mit dem unterglasurblauen Zwiebelmuster-Dekor herstellte. Teichert-Porzellan war auch als Bürgerlich Meißen bekannt. Die Teichert-Werke hatten Niederlassungen in Berlin, Bitterfeld, Breslau, Bürgstadt, Dresden, Essen, Frankfurt am Main, Hamburg, Leipzig, München und Weimar.

## Geschichte

### Carl Teichert

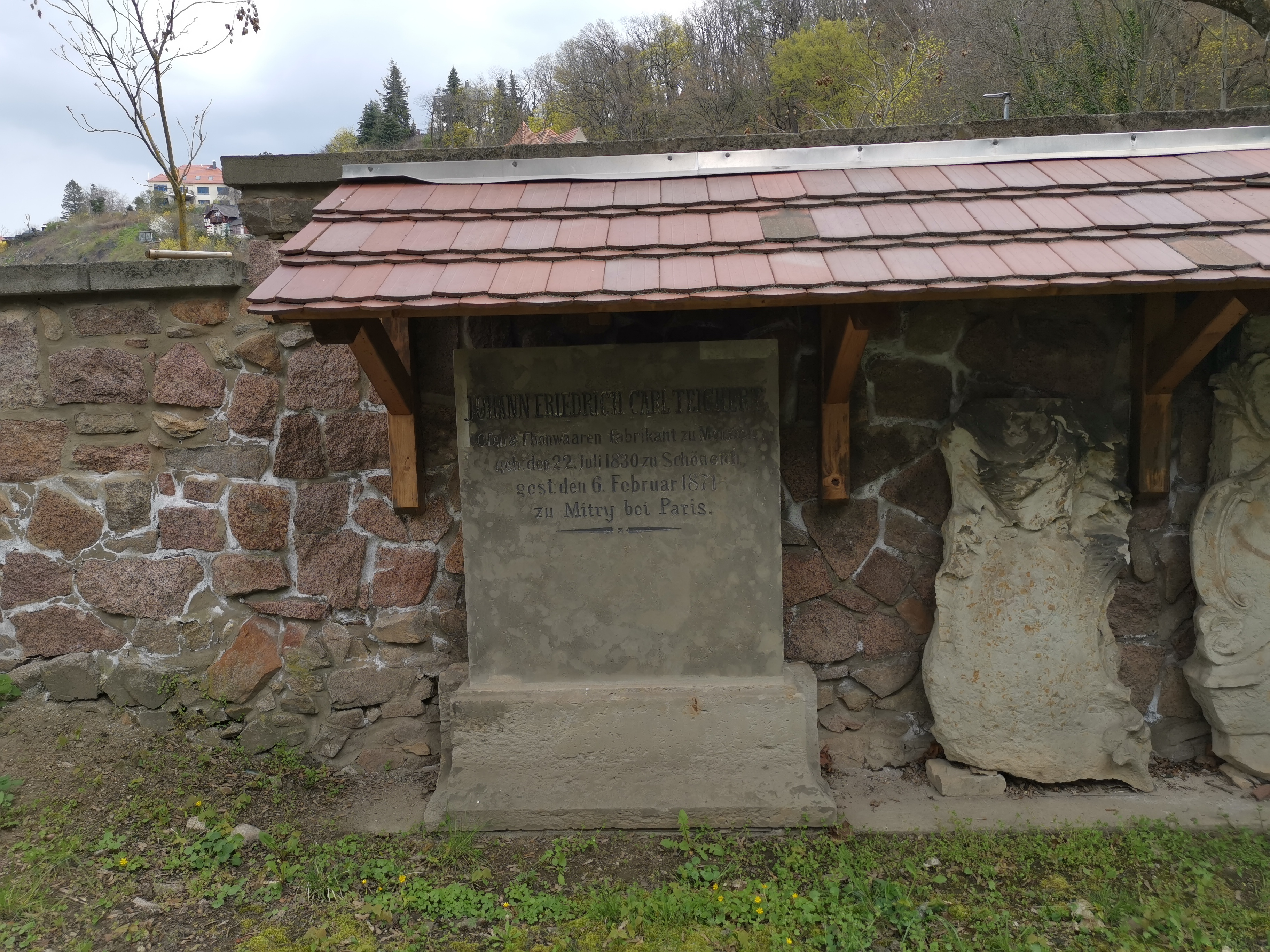
Grabstein für Carl Teichert

Johann Friedrich Carl Teichert wurde am 22. Juli 1830 in Schöneich, Schlesien geboren. Der Bossierer der Königlich-Sächsischen Porzellan-Manufaktur Meissen, Gottfried Heinrich Melzer, entwickelte 1840 ein neues Verfahren für die Herstellung von Ofenkacheln, das am 13. April 1855 patentiert wurde. Carl Teichert, damals schon selbstständiger Töpfermeister in Meißen, interessierte sich für das Verfahren und übernahm 1857 die Herstellung der Melzischen Ofenkacheln. Da im Jahr 1863 der Platz in seiner Werkstatt am Hahnemannplatz nicht mehr ausreichte, ließ Teichert für seine Firma Carl Teichert Meißen neue Fabrikhallen am Meißner Neumarkt errichten. Carl Teichert starb während des Deutsch-Französischen Kriegs bei einem Besuch der deutschen Truppen in Mitry-Mory bei Paris am 6. Februar 1871 im Alter von 41 Jahren an den Folgen eines Unglücks. Sein Grabstein befindet sich in Meißen auf dem Alten Nikolaikirchhof. Ernst Teichert der Bruder von Carl Teichert übernahm die Führung des Unternehmens.

### Ernst Teichert
Carls Bruder Johann Friedrich Ernst Teichert wurde am 7. Januar 1832 in Schöneich, Schlesien geboren. Er arbeitete bis 1868 bei Carl Teichert Meißen am Neumarkt als Werkführer. Er machte sich 1869 mit der Inbetriebnahme seiner Kachelofenfabrik in der damals noch nicht zu Meißen gehörigen Landgemeinde Cölln selbstständig. Bereits 1872 überführte er das Unternehmen in die Aktiengesellschaft Sächsische Ofen- und Chamottewaaren-Fabrik vorm. E. Teichert. Bei der Überführung musste er sich verpflichten innerhalb der nächsten zehn Jahre kein neues Konkurrenz-Unternehmen zu gründen. 1884 gründete Ernst Teichert in Cölln nochmals eine Porzellanfabrik mit dem Namen Ernst Teichert, Cölln-Meißen. Ernst Teichert starb jedoch bereits im Oktober 1886. Die Grabstätte befindet sich auf dem Alten Johannesfriedhof in Meißen, Stadtteil Cölln. Sein Sohn Christian Teichert (1862–1904) übernahm das Unternehmen und stellte es sofort auf die Produktion von Ofenkacheln um.

### Meißner Ofen- und Porzellanfabrik vorm. Carl Teichert
Gegründet wurde die Fabrik am 1. Oktober 1872 als Aktiengesellschaft Meißner Ofen- und Chamottewaaren-Fabrik vormals Carl Teichert. Im August 1872 wurde das Unternehmen durch Ernst Teichert in eine Aktiengesellschaft umgewandelt. Firmensitz war am Neumarkt 5. Es gab dazu die Zweigwerke in Eichwald, Bitterfeld und die Porzellanfabrik in Meißen an der Fischergasse. Ab 1873 exportierte man farbig gestaltete Öfen nach Süddeutschland und Österreich-Ungarn sowie nach Russland, Belgien, England und die Schweiz. Die Firma hatte eine Tongrube in Löthain und zeitweise auch in Klostergrab. Im Jahr 1879 wurde die Herstellung von Porzellan begonnen, die bis dahin das Monopol der Königlichen Porzellanmanufaktur war. Gleichzeitig wurde das Unternehmen in Meißner Ofen- und Porzellanfabrik vorm. C. Teichert umbenannt. Die Waren wurden mit unterschiedlichen Marken gekennzeichnet. Um 1910 hat man zum Beispiel die Steingutfliesen erhaben mit (M.0.& P.F. vorm. C.T.M.) gestempelt. 1885 arbeiteten 460 Menschen für die Fabrik. 1886 wurde ein um 1870 als Siderolithfabrik gegründeter Porzellanhersteller in Eichwald übernommen, wo seitdem ebenfalls Geschirr mit Zwiebelmuster produziert wird. Diese Fabrik wurde in den 1890er Jahren aber an den Unternehmer Bernhard Bloch verkauft, der dann Gustav Klimt für neue Designs engagierte. 1891 wurde zusätzlich die Herstellung von Wandplatten begonnen, etwas später stellte man auch Baukeramik her. 1896 wurde beschlossen, für die Plattenproduktion weitere Gebäude zu errichten. Infolge von Verzögerungen, unter anderem durch einen Großbrand, konnte die volle Produktion erst 1919 aufgenommen werden.
Ab 1915 wurde die patentierte „Neumarkt-Kachel“ auf den Markt gebracht, welche durch eine veränderte Massezusammensetzung nun schleiffähig war. Ein aufwendiges und mit Staubentwicklung verbundenes Behauen durch den Ofenbauer entfiel. In dieser Zeit hat man die Produktion von Porzellan nach Alt-Meißner und Wiener Art ausgebaut. Es wurden Vasen, Leuchter, Kunstgegenstände aber auch Gebrauchs- und Hotelgeschirre hergestellt. Die Produktion von Wandfliesen aus Hartsteingut war ebenfalls sehr erfolgreich. Die Keramik fand Verwendung als Wandverkleidung in Bädern, Läden, Fluren, Ställen, Markthallen, Krankenhäusern sowie zur Verzierung von Möbeln. Noch heute kann man diese Wandfliesenverkleidung an vielen Gebäuden erleben.
Seit 1912 gab es die Herstellung von Baukeramik im Unternehmen. Um 1925 erwarb die Meißner Ofen- und Porzellanfabrik vorm. C. Teichert Anteile an der Ernst Teichert GmbH und der Meißner Wandplattenwerke Saxonia GmbH. 1930 wurde die Porzellanherstellung eingestellt und im April 1930 die Produktionslizenz wie auch die Originalmodelle für das blaue Zwiebelmuster an die Porzellanfabrik Lorenz Hutschenreuther in Selb abgegeben. Im Jahre 1942 war das Unternehmen mit 22,68 Prozent der Marktanteile, gefolgt von der Firma Villeroy & Boch mit 18,78 Prozent führend in Deutschland. 1944 wurden im Werk am Neumarkt in Meißen noch 2.350.000 Stück Ofenkacheln und 11.070.000 Stück Wandfliesen hergestellt. Nach dem Zweiten Weltkrieg wurde die Fabrik enteignet.

### Ernst Teichert GmbH
Gegründet wurde die Firma mit der Inbetriebnahme als Porzellanfabrik unter der Bezeichnung Ernst Teichert, Cölln-Meißen. Firmensitz war in der Fabrikstraße 25. Bis 1886 wurde hier ausschließlich handgemaltes Porzellan mit Streublümchen- und Zwiebelmusterdekor hergestellt. Nach dem Tod seines Vaters 1886 übernahm Sohn Christian Teichert die Firma, die er dann schwerpunktmäßig für die Ofenherstellung umrüstete. Im Juli 1901 wurde das Unternehmen in eine Gesellschaft mit beschränkter Haltung umgewandelt, die Ernst Teichert GmbH. 1905 wurde die Wandplattenabteilung des Unternehmens durch Übernahme der Markowsky’schen Ofenfabrik ausgebaut. 1913 waren im Unternehmen 700 Menschen beschäftigt. Durch finanzielle Schwierigkeiten wurden im Oktober 1923 alle Geschäftsanteile an die Meißner Ofen- und Porzellanfabrik vorm. Carl Teichert verkauft.
Neben dem Porzellan mit Zwiebelmusterdekor wurden hier Ofenkacheln, Gebrauchsgeschirre, Vasen, Leuchter und Chamotteartikel hergestellt und besonders nach Amerika exportiert. Ab 1886 kamen auch noch glasierte Wandplatten, Baukeramik für Grabmäler, Hartporzellanfutter für Trommelmühlen sowie Friese für Bäder und Küchen hinzu. Im Jahre 1904 geht eine separate Fliesen-Anlage in Betrieb. Ab 1913 werden auch Verblender und weitere Baukeramik angeboten. Die Produktion von Baukeramik verdrängt 1925 die Porzellanherstellung. Dieser Produktionszweig wird eingestellt und dafür die Herstellung von „frostsicherer“ Baukeramik erweitert. Sämtliche Formen sowie das Porzellandekor „Zwiebelmuster“ verkauft man an die Firma Hutschenreuther, Selb. Im Jahre 1939 beginnt die Herstellung von transportablen Kachelöfen. Bekannt wird der „Teichert-Ringkachelofen“, dessen Kacheln durch Metallringe zusammengehalten wurden und damit die Ofensetzarbeit entfiel. Ab 1940 stellte man dann auch elektrisch beheizte transportable Kachelöfen her. Im Oktober 1942 gab es im Unternehmen ca. 420 Beschäftigte. Nach dem Zweiten Weltkrieg wurde die Fabrik enteignet.

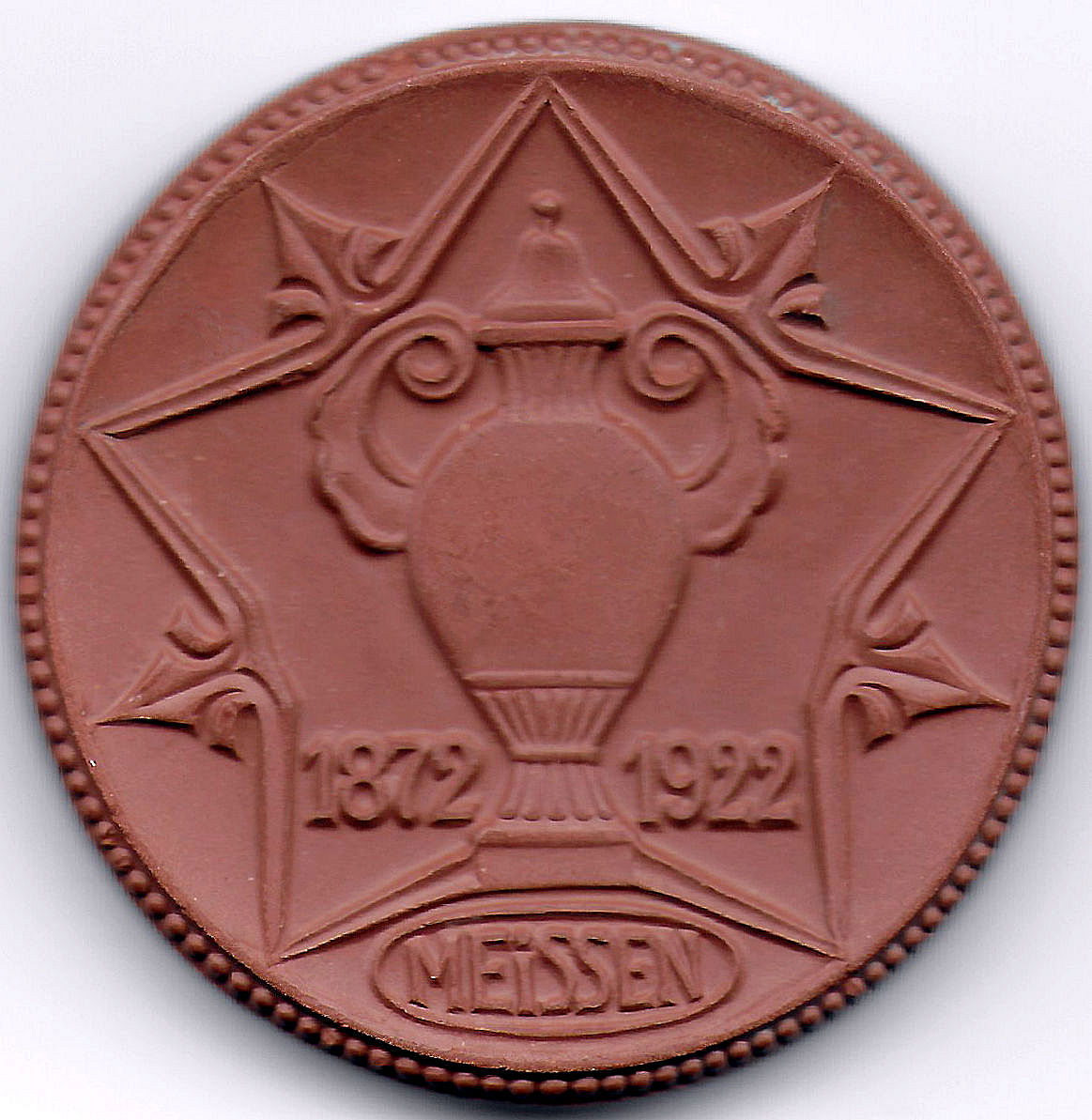
Vorderseite der Teichert-Jubiläumsmedaille von 1922
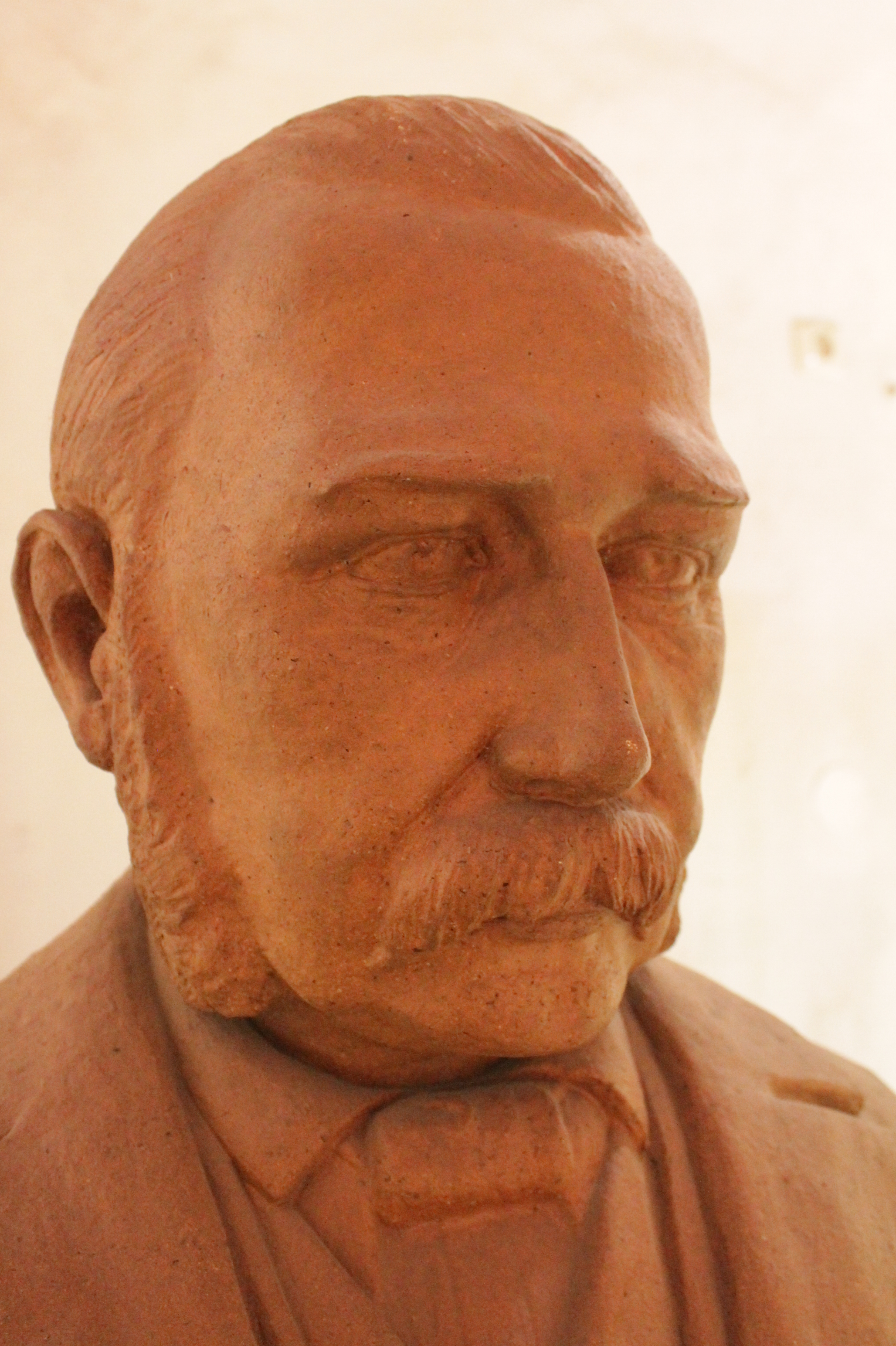
Carl Teichert, Porträtbüste aus Steingut, 1882, Stadtmuseum Meißen
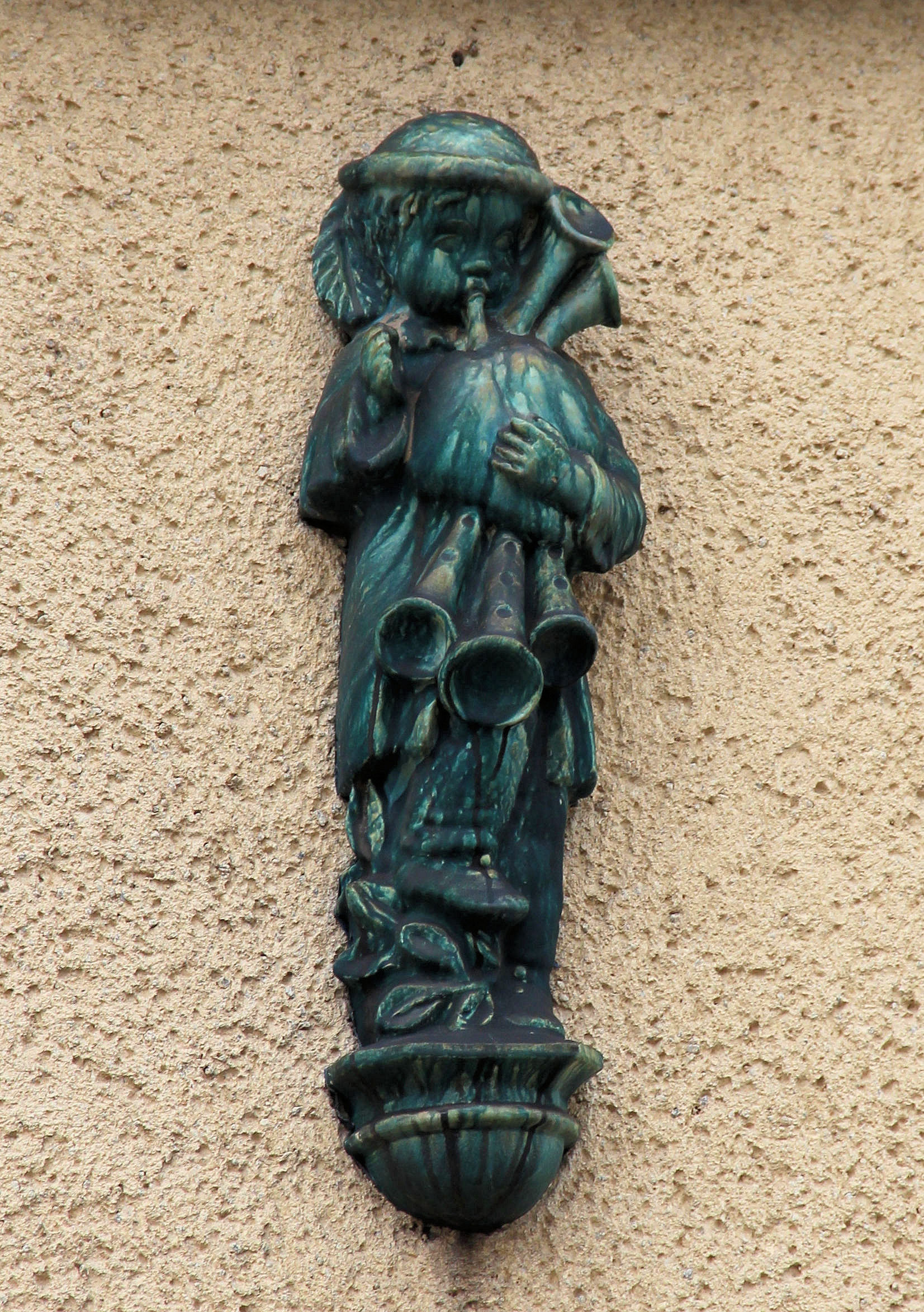
Figur aus Baukeramik von C. Teichert am Fabrikgebäude in Meißen, Neumarkt 5
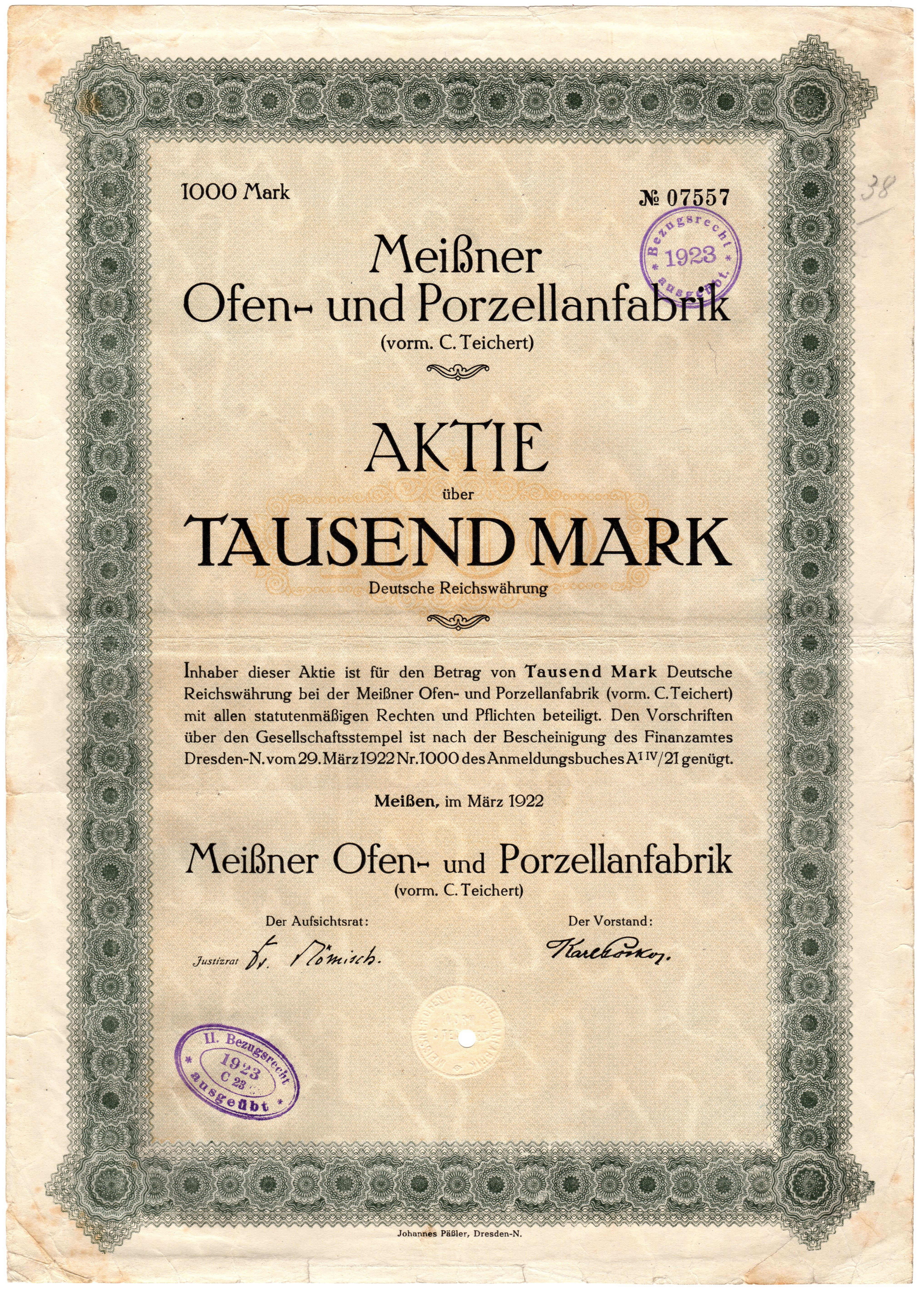
Aktie über 1000 Mark der Meißner Ofen- und Porzellanfabrik (vorm. C. Teichert) vom März 1922
Aktie über 1000 RM der SOMAG vom April 1934
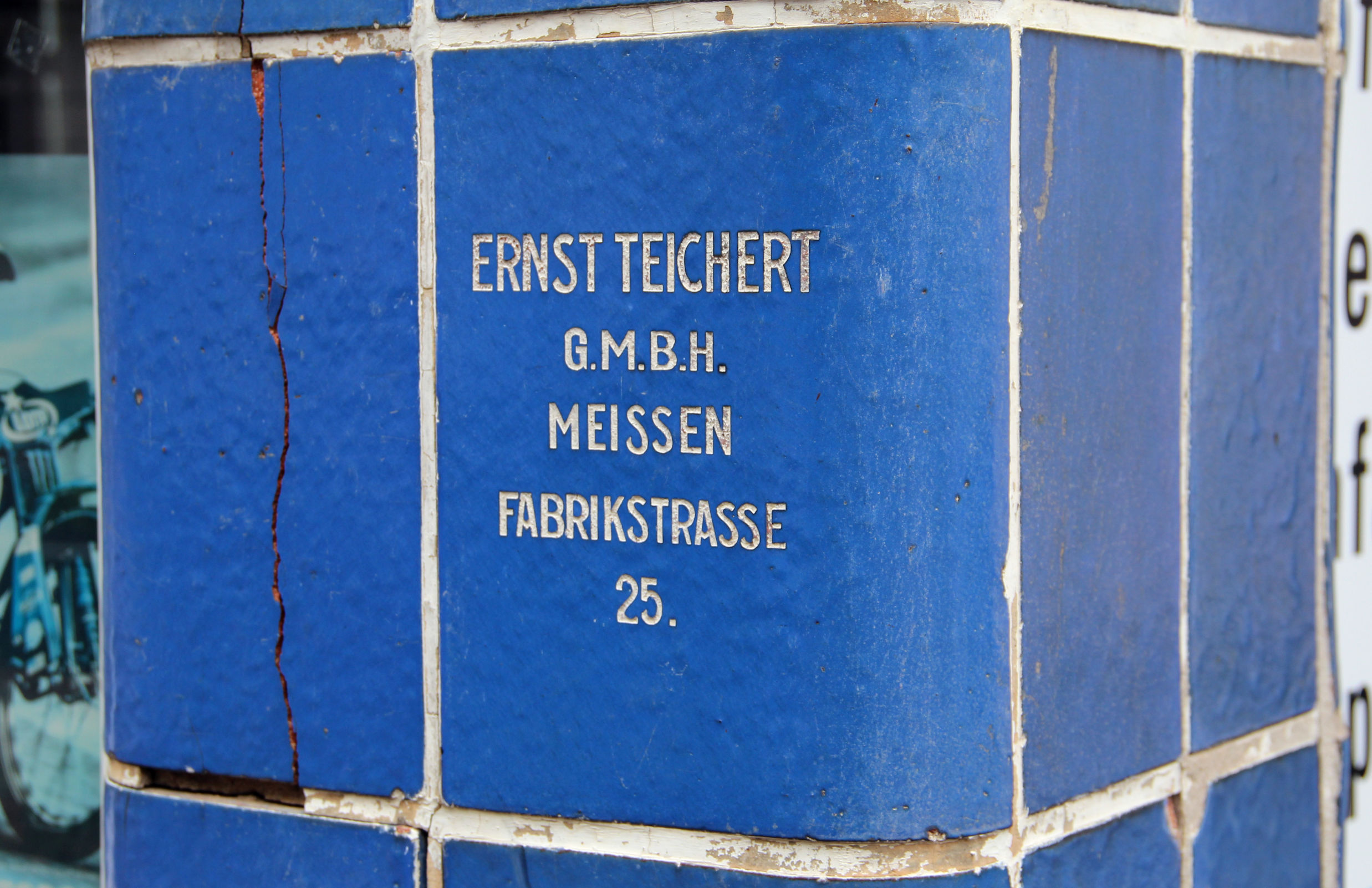
Säulenverkleidung der Ernst Teichert GmbH in Meißen
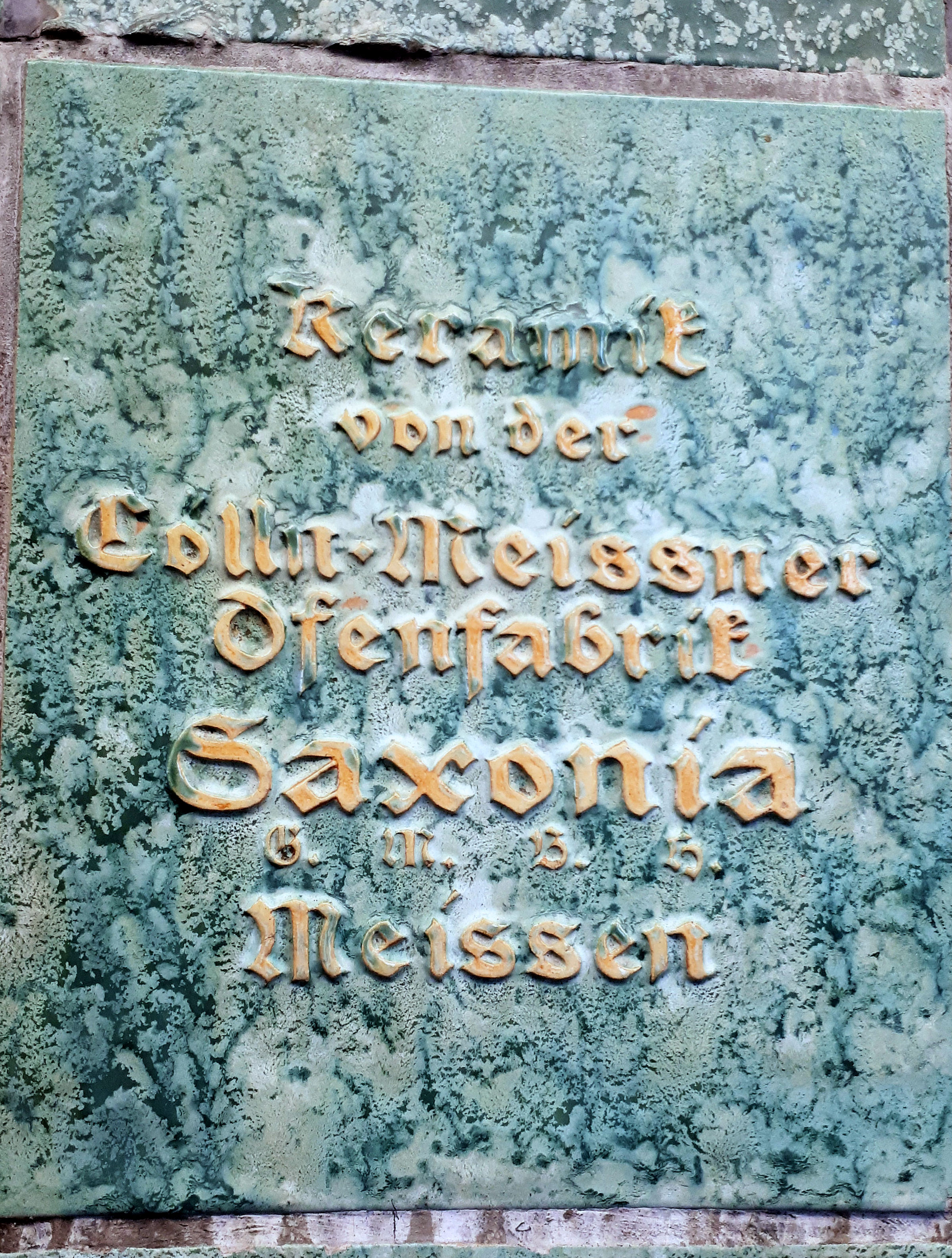
Werbefliese der Saxonia GmbH im Bahnhof Meißen
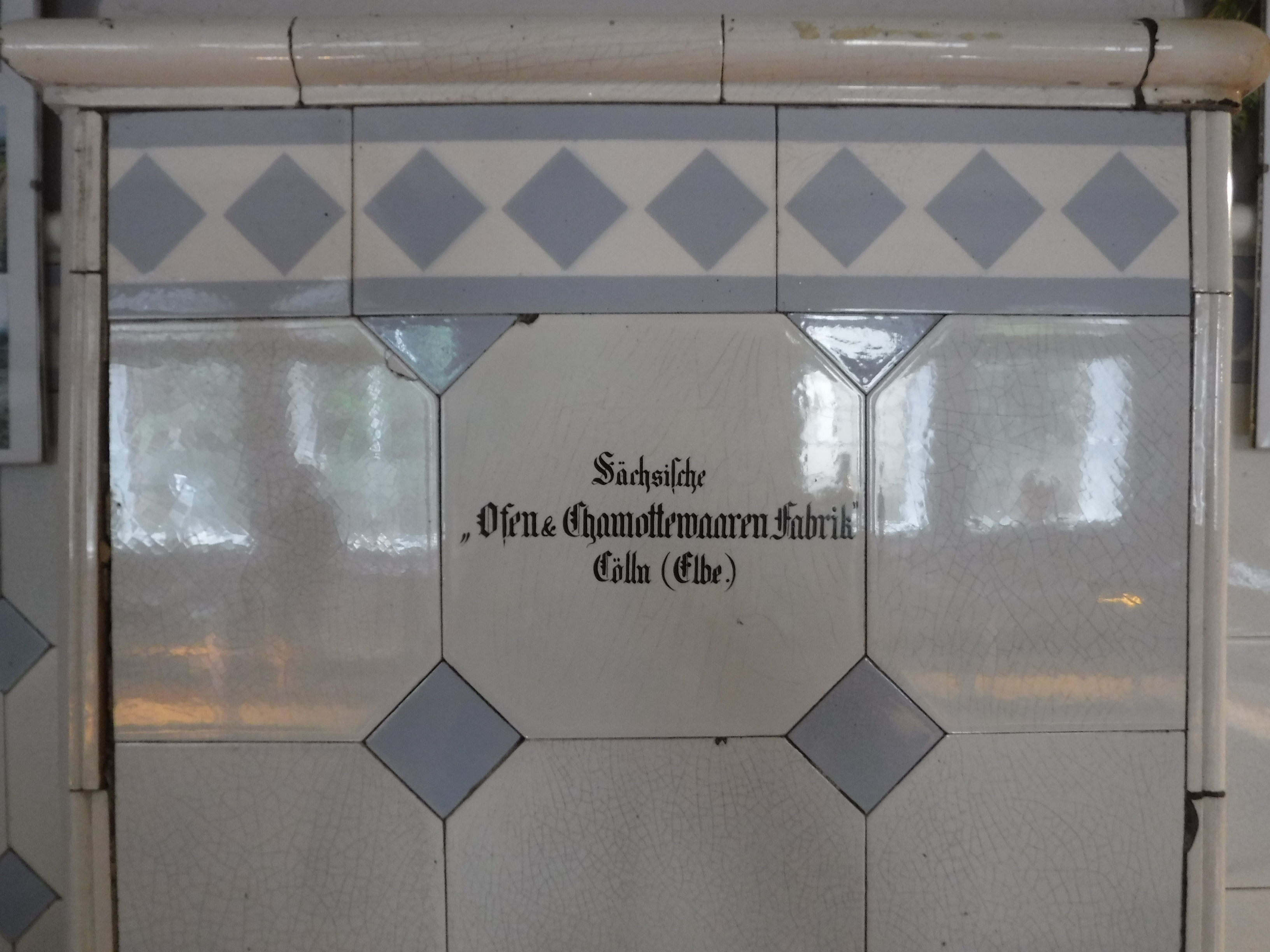
Fliesen aus der Sächsischen Ofen- und Chamottewaaren-Fabrik
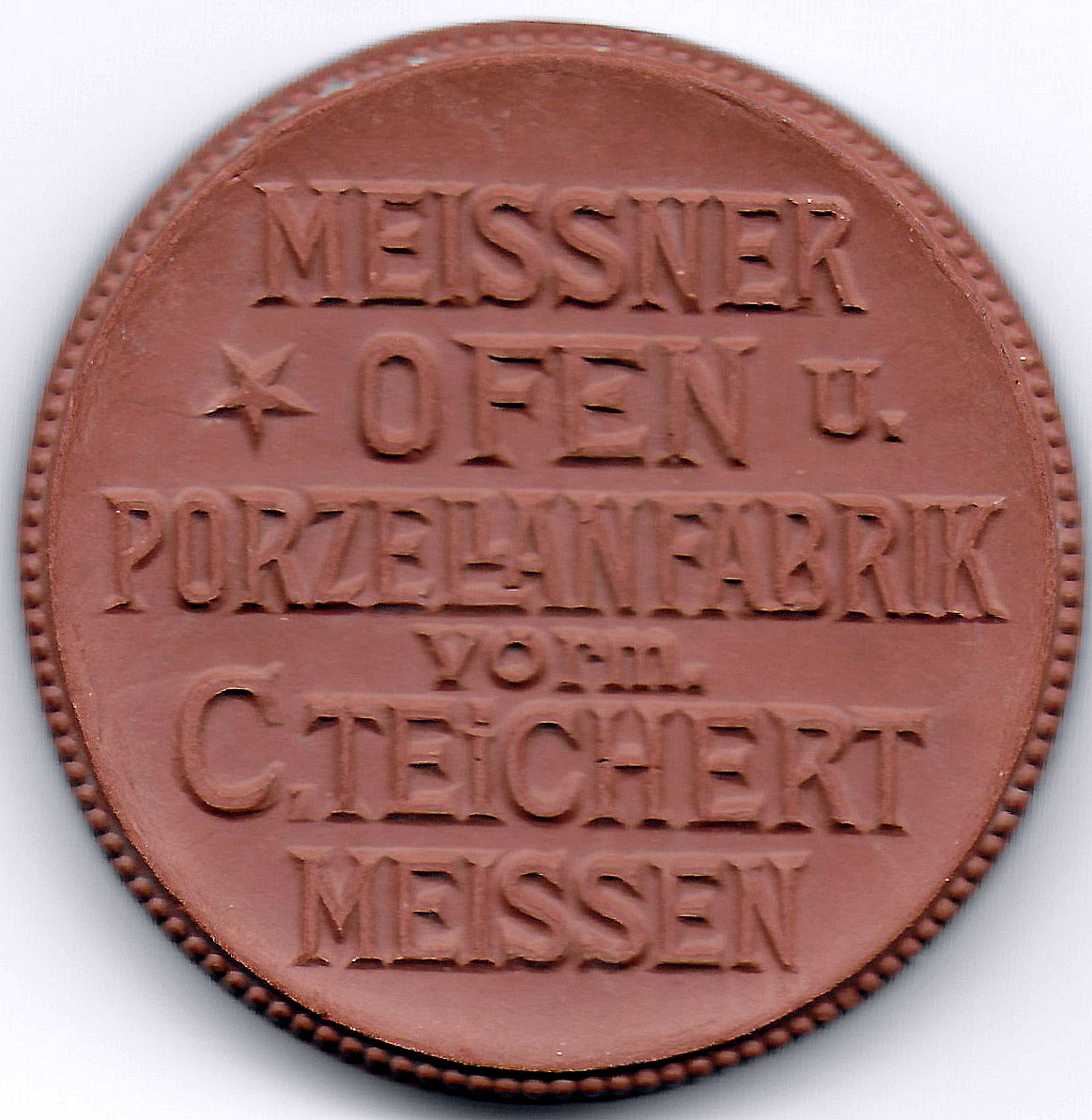
Rückseite der Teichert-Jubiläumsmedaille von 1922

### Cölln-Meissner Ofen-Fabrik Saxonia GmbH Meißen
Gegründet wurde das Werk am 8. September 1888 als Ofenfabrik und Kunstziegelei Cölln-Meißen. Ab 25. Mai 1893 Umbenennung in Cölln-Meißner Ofen-Fabrik Saxonia. Der Name ändert sich am 14. Oktober 1895 nochmals als Aktiengesellschaft in Cölln-Meißner Ofenfabrik Saxonia GmbH. Firmensitz war die Großenhainer Straße 20 sowie Fabrikstraße 9. Am 1. Februar 1929 erfolgte der Zusammenschluss mit der Meißner Ofen- und Porzellanfabrik vorm. C. Teichert. Geführt wird nun der Name Meißner Wandplattenwerke Saxonia GmbH. Die Firma besaß eine eigene Tongrube in Löthain bei Meißen, die dem Bergamtsbezirk Freiberg zugeordnet und als „Unterirdischer Betrieb“ registriert war. Das als „Tongrube der Cölln-Meißner Ofenfabrik Saxonia in Löthain“ bezeichnete Bergwerk gehörte allerdings mit zum eigentlichen Meißner Unternehmen und wurde auch von dort geleitet. Hergestellt wurden vorwiegend Öfen, Kamine, Majolika-Öfen, Kochmaschinen, Dachziegel, Kunstziegel, Wandfliesen, Meißner Tongeschirr der Marke Feuerfest, Klinkererzeugnisse und Baukeramik. Von November 1931 bis zum Januar 1934 kam es zur Stilllegung des Betriebes. 1934 waren 220 Personen und 1939 insgesamt 554 Personen beschäftigt. Nach dem Zweiten Weltkrieg wurde die Fabrik enteignet.

### Teichert-Werke
Um 1930 haben sich die Meißner Ofen- und Porzellanfabrik vorm. Carl Teichert, die Ernst Teichert GmbH und das Ofen- und Wandplattenwerk Saxonia unter der formalen Wahrung ihrer juristischen Selbstständigkeit zu einem Firmenverbund zusammengeschlossen. Später setzte sich für den Verbund immer mehr die Bezeichnung Teichert-Werke Meißen durch. Produziert wurden hauptsächlich farbig glasierte Ofenkacheln, Kachelöfen, Wandfliesen sowie Baukeramik.

### SOMAG
Die Sächsische Ofen- und Wandplattenfabrik vorm. E. Teichert (SOMAG) war in der Dresdner Straße 50 und ab 1905 auch in der Fabrikstraße 10 ansässig. Sie wurde 1868 von Ernst Teichert, Bruder von Carl Teichert gegründet. Am 1. Oktober 1872 erfolgte die Umwandlung in Aktiengesellschaft Sächsische Ofen- und Chamottewaaren-Fabrik vorm. E. Teichert. Ernst Teichert scheidet zwar 1873 als technischer Direktor aus bleibt aber bis zu seinem Tod Mitglied im Aufsichtsrat. Es erfolgt im Jahre 1906 die Umbenennung der Firma in „SOMAG“. Später wird der Zusatz "vorm. E. Teichert" gestrichen. Heinrich Thein wird 1925 künstlerischer Leiter der SOMAG und hat die meisten dort hergestellten Figuren geschaffen. Im Jahre 1928 arbeiteten in der Firma 60 Angestellte und 950 Arbeiter, 1938 waren es 70 Angestellte und 1022 Arbeiter. Hergestellte Produkte waren Ofenkacheln, farbig glasierte Öfen, transportable Kachelöfen, Schamottesteine, Wandfliesen, Majolika-Teile, Baukeramik, Vasen, Figuren und Krüge. Im Zweiten Weltkrieg kam es bis März 1945 zur Fertigung von Flugzeugteilen in der Fabrik. Die Fabrik gehörte nicht zum Firmenverbund „Teichert-Werke“ und blieb selbstständig bis zur Enteignung 1945.

## Erlebbare Baukeramik
Baukeramik aus den Teichert-Unternehmen ist aktuell noch erlebbar. Allerdings gingen auch schon viele dieser Zeitzeugen aus den verschiedensten Gründen verloren. In der Stadt Meißen gibt es noch an einigen Gebäuden Schmuckelemente oder Wandverkleidungen. So am ehemaligen Firmensitz am Neumarkt 5 oder am ehemaligen Firmengebäude Fabrikstraße 10. Die Fliesenverkleidung im Bahnhof Meißen wurde in der „Saxonia“ hergestellt. Weitere Beispiele solcher Baukeramik sind am und im Krematorium Meißen zu finden. Für die Johanneskirche (Meißen-Cölln) wurde von der SOMAG der Altar aus Ton in Majolikatechnik gefertigt. Die Kanzel stammt dagegen von der Ernst Teichert GmbH.
Auch in anderen Städten ist Teichert-Keramik noch erlebbar. In Berlin (Beispiele) die Fliesenverkleidung im U-Bahnhof Voltastraße, Rathaus Friedenau, Haus des Rundfunks, ehemalige Hebammenlehranstalt in Neukölln. Die Fliesenverkleidung im Stadtbad (Chemnitz), die Verkleidung der Gedenkhalle im Bismarckturm (Burg (Spreewald)), das Keramik-Sgraffito an der Augustusbrücke in Dresden.

## Münzen und Medaillen
Die Herstellung von Münzen und Medaillen aus braunem Feinsteinzeug sowie weißem Porzellan hat es in der Zeit von 1921 bis 1924 gegeben. Hersteller waren die Meißner Ofen- und Porzellanfabrik vorm. Carl Teichert, Niederlassung Bitterfeld und die „Ernst Teichert GmbH“. in Meißen. Zum Beispiel fertigte im Jahre 1921 die Zweigniederlassung in Bitterfeld für die Stadt Bitterfeld 1- und 2-Mark-Münzen für Notgeldzwecke an. Diese Stücke wurden von der Stadt Bitterfeld ausgegeben und waren im Umlauf. Weiterhin hat man in dieser Zeit für eine Dresdner Firma ebenfalls Münzen für den internen Verkehr sowie Werbemedaillen hergestellt und farblich dekoriert. Eine weitere Werbemedaille gab es 1922 zur 50-Jahr-Feier der Meißner Ofen- und Porzellanfabrik vorm. Carl Teichert aus eigener Produktion.
In der Ernst Teichert GmbH. fertigte man von 1921 bis 1924 Spenden-Medaillen für verschiedene Verbände und Organisationen aus Deutschland an. Zum Beispiel eine Spenden-Medaille zur „Erhaltung des Heidelberger Schlosses“ (1922) oder zum „Schutz der Sächsischen Schweiz“ (1922). Auch hier sind einige Exemplare zusätzlich farblich dekoriert.

## Musikinstrumente
Es gibt Hinweise, welche die Produktion von Okarinas in der Meißner Ofen- und Porzellanfabrik vorm. Carl Teichert belegen. Die Musikinstrumente waren demnach weiß glasiert und mit dem Dekor „Zwiebelmuster“ bemalt. Die eingestempelte Fabrikmarke „MEISSEN“ weist dabei auf einen Zeitraum ab 1882 hin. Es gab noch zusätzliche Dekore oder auch eine individuelle Bemalung, die sich am Wunsch der Kundschaft orientierte.